# Aquacare Halen
Aquacare Halen – belgijski, męski klub siatkarski z siedzibą w Halen. Wszystkie mecze rozgrywa w hali Sporthal De Koekoek w Halen. Klub występuje w rozgrywkach Volleyliga.